# 響鬼與七人的戰鬼
劇場版 假面騎士響鬼與七人的戰鬼是在2005年9月3日公開的《幪面超人響鬼》的劇場版。
本作為《幪面超人系列》史上第一套時代劇。

## 故事
謎樣巨大魔化魍現身當代日本，主角「響鬼」變身「假面騎士響鬼」，展開與魔化魍的戰鬥，孰料響鬼卻敗陣重傷…明日夢與勢地郎為了打探魔化魍的原形，開始查閱古代資料。明日夢赫然發現這本戰國時代的文獻，其中竟有著與自己同樣的名字....一段穿梭古今的熱鬥傳說，就此展開！
此部作品以現代的劇情帶出古代鬼一族與魔化魍的紛爭，也間接帶出"猛士"組織的成立來由。唯基本上此電影與電視版劇情無直接關係。

## 登場人物
響鬼 31歲　（飾：細川茂樹）
從魔化魍的威脅中保護人們，是近20年一直與魔化魍戰鬥的勇士。待人接物的態度親切，是個就算身處戰鬥也仍然和藹可親的大人。
安達 明日夢　14歲　（飾：栩原樂人 ）
十分喜愛銅管樂，但對自己在銅管樂隊中的價值感到不安。被偶然遇見的響鬼看出其煩惱，因響鬼肯定他的價值而十分仰慕響鬼。
持田 瞳　（飾：森繪梨佳）
明日夢的同班同學，是一位優等生。
立花 香須實　23歲　（飾：蒲生麻由）
家中經營和菓子店「立花」。「猛士」的一員，負責駕駛響鬼的專用戰車。是響鬼的支援者，不過常像教練般申斥響鬼。
立花 日菜佳　20歲　（飾：神戶美有紀）
香須實的妹妹，同是「猛士」的一員。負責用電腦收集有關魔化魍的數據。性格與規規矩矩的姐姐對比鮮明，不太拘泥於細小的事。
立花 勢地郎　（飾：下條阿童木）
「猛士」的事務局長，也是香須實和日菜佳姊妹的父親。管理著在東京以Bingo著名的甜味屋，那裡定為住在關東近郊的鬼的積存場。作為老手的先輩響鬼和香須實在給予指導。
安達 郁子　（飾：水木薰）
明日夢的母親，與丈夫離異。現在明日夢二人一起生活，工作是出租車司機。
羽擊鬼的妻子　（飾：梅宮萬紗子）
在古代劇情中為羽擊鬼的妻子，相貌與現世中的水鳥小姐一樣。

## 鬼（音擊戦士）
鬼的存在雖然傳遍日本，但是卻被人類厭棄。解除變身後衣服沒有消失等，與正編有很多設定不相同的地方。

### 響鬼
身高：222cm　體重：約156kg
- 變身道具
  - 變身音叉──音角
- 裝備帶
  - 音擊鼓──火炎鼓
- 音擊武器
  - 音擊棒──烈火
  - 鳴刀──音叉劍
- 必殺音擊
  - 音擊打──爆裂強打

### 威吹鬼
身高：210cm　體重：約140kg
- 變身道具
  - 變身鬼笛──音笛
- 裝備帶
  - 音擊鳴──鳴風
- 音擊武器
  - 音擊管──烈風
- 必殺音擊
  - 音擊射──疾風一閃

### 轟鬼
身高：212cm　體重：約157kg
- 變身道具
  - 變身鬼弦──音錠
- 裝備帶
  - 音擊震──雷轟
- 音擊武器
  - 音擊弦──烈雷
- 必殺音擊
  - 音擊斬──雷電激震

### 歌舞鬼
身高：225cm　體重：約165kg
- 變身道具
  - 變身音叉（黑）
- 裝備帶
  - 音擊鼓
- 音擊武器
  - 音擊棒・烈翠
  - 鳴刀・音叉劍
- 必殺音擊
  - 音擊打・業火絢爛

### 凍鬼
身高：239cm　體重：約190kg
- 變身道具
  - 變身音叉（銅）
- 裝備帶
  - 音擊鼓
- 音擊武器
  - 音擊金棒・烈凍
  - 鳴刀・音叉劍
- 必殺音擊
  - 音擊毆・一擊怒濤

### 煌鬼
身高：202cm　體重：約130kg
- 變身道具
  - 變身音叉（銀）
- 裝備帶
  - 音擊鳴
- 音擊武器
  - 音擊震張・烈盤
  - 鳴刀・音叉劍
- 必殺音擊
  - 音擊拍・輕佻訃爆

### 西鬼
身高：208cm　體重：約136kg
- 變身道具
  - 変身音叉（紅）
- 裝備帶
  - 音擊鼓
- 音擊武器
  - 音擊三角・烈節
  - 鳴刀・音叉劍
- 必殺音擊
  - 音擊響・偉羅射威

### 羽擊鬼
身高：215cm　體重：約147kg
- 變身道具
  - 変身音叉（金）
- 裝備帶
  - 音擊鳴
- 音擊武器
  - 音擊吹道・烈空
  - 鳴刀・音叉劍
- 必殺音擊
  - 音擊奏・旋風一閃

### Disc Animal（音式神）
鬼所使用的支援物品，未起動前是光碟狀態。一旦拋出，就會變型及變大。似乎是由石頭製造。
- 茜鷹
最大飛行速度：時速200km，最大活動時間：20hr，最長錄音時間：18hr
- 岩紅獅子
最大移動速度：時速80km，最大活動時間：18hr，最長錄音時間：18hr
- 白錬大猿
最大移動速度：時速50km，最大活動時間：9hr，最長錄音時間：9hr
- 消炭鴉
最大飛行速度：時速160km，最大活動時間：16hr，最長錄音時間：16hr

## 演員表
| 角色               | 演員       |
| 響鬼               | 細川茂樹   |
| 安達明日夢         | 栩原樂人   |
| 歌舞鬼             | 松尾敏伸   |
| 凍鬼               | 松田賢二   |
| 煌鬼               | 山中聰     |
| 西鬼               | 北原雅樹   |
| 羽擊鬼             | 湯江健幸   |
| 威吹鬼             | 涩江讓二   |
| 轟鬼               | 川口真五   |
| 童子               | 村田充     |
| 姬                 | 蘆名星     |
| 立花香須實／和惠   | 蒲生麻由   |
| 立花日菜佳／雛子   | 神戶美有紀 |
| 立花勢地郎／藤兵衛 | 下條阿童木 |
| 鈴                 | 秋山奈奈   |
| 一繪               | 森繪梨佳   |
| 羽擊鬼之妻         | 梅宮萬紗子 |
| 猛士               | 小泉孝太郎 |

### 動作演員
- 伊藤慎 演 響鬼
- 押川善文 演 威吹鬼
- 渡邊淳 演 轟鬼
- 矢部敬三 演 歌舞鬼
- Kefi Abrikh 演 凍鬼
- 三村幸司 演 煌鬼
- 永瀬尚希 演 西鬼
- 下川真矢 演 羽擊鬼
- 大岩永德 演 童子
- 橋本惠子 演 姬

## 製作人員
- 原作：石之森章太郎
- 製作人：白倉伸一郎‧土田真通‧梶淳
- 導演：坂本太郎
- 編劇：井上敏樹
- 動作導演：竹田道弘‧金田治
- 攝影：いのくままさお
- 特攝監督：佛田洋
- 音樂：佐橋俊彦
- 照明：斗沢秀
- 美術：大嶋修一
- 人物設計：早瀬マサト
- 服飾、造型設計：竹田団吾
- 題字：康唯子

## 主題曲
- 「Flashback」
  - 作詞：藤林聖子　Rap詞：m.c.A・T　作曲・編曲：大平勇 & SJR　主唱：Rin' featuring m.c.A・T

## 關連項目
- 假面騎士響鬼
- 假面騎士系列